# Olexi Trofimov
Olexi Trofimov –en ucraniano, Олексій Трофімов; en ruso, Алексей Трофимов, Alexei Trofimov– (Sebastopol, URSS, 7 de julio de 1974) es un deportista ucraniano que compitió en boxeo.
Ganó una medalla de bronce en el Campeonato Mundial de Boxeo Aficionado de 1999, en el peso semipesado.
En noviembre de 1998 disputó su primera pelea como profesional. En su carrera profesional tuvo en total 27 combates, con un registro de 26 victorias y una derrota.

## Palmarés internacional
| Campeonato Mundial | Campeonato Mundial       | Campeonato Mundial | Campeonato Mundial |
| Año                | Lugar                    | Medalla            | Categoría          |
| ------------------ | ------------------------ | ------------------ | ------------------ |
| 1999               | Houston (Estados Unidos) | Medalla de bronce  | 81 kg              |